# Walker Evans
Pour les articles homonymes, voir Evans.
Walker Evans, né le 3 novembre 1903 à Saint-Louis, dans le Missouri, et mort le 10 avril 1975, à New Haven, dans le Connecticut, est un photographe documentaire américain.
Promoteur d'une photographie vernaculaire, figure majeure de la photographie américaine du XXe siècle, Walker Evans conservera de sa vocation littéraire le souci d'un regard attentif sur les villes et sur ceux qui y vivent.
Par sa portée humaniste et documentaire, l'œuvre qui marque très tôt sa différence avec les courants contemporains saura influencer toute une génération.

## Vie et œuvre
Son père travaille pour une agence de publicité appelée Lord & Thomas et la famille déménage au fur et à mesure de ses promotions, dans l'Illinois puis en Ohio. À 16 ans, il intègre un pensionnat du Connecticut puis rejoint sa mère et sa sœur à New York.
Walker Evans étudie au Williams College en 1922-1923.
En 1926, il part à Paris pour treize mois. Il suit les cours à la Sorbonne et au collège de la Guilde. Il prend quelques instantanés avec un appareil petit format. Il se rend dans le Sud de la France pendant l'été 1926 et en janvier 1927, et visite l'Italie en avril.
Il commence la photographie en 1930.
Quand il revient de France, il s'installe à Brooklyn et fréquente des artistes. Il devient ami avec la photographe Berenice Abbott, laquelle lui fait découvrir le travail du photographe français de la fin du XIXe siècle et du début du XXe siècle Eugène Atget. Il travaille notamment sur les enseignes publicitaires des murs des villes et les maisons de banlieue identiques. En 1933, une quarantaine des photos d'une de ses séries (sur l'architecture victorienne de la région de Boston) sont exposées au Museum of Modern Art (MoMa). En 1933 également, il voyage à Cuba et prend en photo des maisons de bord de mer. Il commence à collaborer avec le magazine Fortune en 1934. À partir de 1935, il réalise des reportages pour le département de l'information du département de l'Agriculture (RA puis FSA), lequel aide les fermiers touchés par la Grande Dépression. Il se déplace ainsi en Pennsylvanie, à La Nouvelle-Orléans, en Alabama, au Mississippi, en Géorgie ou encore en Virginie-Occidentale. En mai 1936, il suit l'écrivain James Agee, que Fortune a chargé d'écrire un article sur les métayers du Sud vivant dans la misère. En 1938, le MoMa organise la première exposition monographique majeure qui lui est consacrée : « Walker Evans, American Photographs ». Par la suite, il change ses habitudes de pose frontale en prenant des passagers du métro de New York à la sauvette.
Il obtient une bourse de la Fondation John-Simon-Guggenheim en 1940, 1941 et 1959. Il collabore au magazine Time entre 1943 et 1945, où il écrit des comptes-rendus de films, de livres et d'expositions. Cette même année, il devient professeur de photographie à l'école d'art de l'université Yale.
Il accumule une collection de 9000 cartes postales. Il en réalise un portfolio qu'il offre à la fin de sa vie au MoMa.
On connaît notamment son travail sur la grande dépression, participant au programme de la Farm Security Administration. Les images de métayers dans l'Alabama, au même titre que celles de Dorothea Lange, comptent parmi les icônes du monde moderne.
On remarque dans son travail les regards des sujets fixant l'objectif : pas de doute, le sujet se sait photographié. Pour autant, il ne se compose pas un visage de circonstance orné d'un sourire obligatoire. Ici la photographie ne se contente pas de montrer, elle interroge le spectateur, l'Américain des années 1930 : si le sujet se laisse photographier dans cette posture, c'est que son regard a quelque chose à nous dire. Ce n'est peut-être plus nous qui le regardons mais lui qui nous accuse. Cette franchise du photographe préserve une dignité humaine mise à mal par la misère qui se laisse voir dans les vêtements en loques. Cet aspect de son travail est d'autant plus intéressant que c'est le même Walker Evans qui, entre 1938 et 1941, photographia des passagers du métro à leur insu. Un livre rassemblant cette série de clichés sera publié plus tard.
Walker est l'une des plus grandes figures humanistes de la photographie du XXe siècle. Américain originaire du Missouri, il rêvait de devenir écrivain et suivit des études en littérature française à la Sorbonne en 1926. Mais à son retour, il rencontra la photographie, qu'il réinventa en la hissant, au-delà du reportage et de la belle image, au rang d'œuvre d'art. Tels ses clichés saisissants sur l'Amérique rurale des années 1930, avec ses maisons en bois blanches et grises, ou ses portraits de femmes et d'hommes au regard triste et confiant.
En 1935, Walker Evans part en mission et rapporte des photographies s'inscrivant dans la lignée de ses précédents travaux. Prises à la Chambre photographique, d'une impeccable précision, elles s'attachent à l'architecture vernaculaire, aux intérieurs, aux pancartes et aux affiches autant qu'aux problèmes directement traités par la FSA. Son impact dépasse l'influence stylistique individuelle et s'étend désormais à la conception même du projet de la FSA, s'agissant en particulier de l'élargissement thématique de l'ensemble du traitement des seuls problèmes agricoles vers un projet de documentation visant l'ensemble de la société et de la culture vernaculaire.

### Séries[7]
- 1935-1938 : Contribution au programme de la Farm Security Administration, en particulier Let Us Now Praise Famous Men / Louons maintenant les grands hommes avec un très jeune écrivain, James Agee.
- 1938-1941 : « The Passengers ». Appareil photo au cou et déclencheur dans la manche, Walker Evans saisit des portraits d’anonymes dans la rue ou le métro, à leur insu.
- 1943-1945 : Contribution au Time
- 1943-1965 : Contribution à Fortune

## Un style vernaculaire
« Vous ne voulez pas que votre travail découle de l'art ; vous voulez qu'il commence avec la vie, et elle est dans la rue maintenant. Je ne suis plus à l'aise dans un musée. Je ne veux plus y aller, je ne veux plus qu'on m'« apprenne » quoi que ce soit, je ne veux pas voir de l'art « accompli ». Je m'intéresse à ce qu'on appelle le vernaculaire »

— Walker Evans, Le Secret de la photographie. Entretien avec Leslie Katz, Éditions du Centre Pompidou, 2017, p. 35.
Walker Evans est l'un des photographes américains les plus marquants du XXe siècle. Son portrait de l'Amérique pendant la Grande Dépression, son « style documentaire » et sa fascination pour la culture populaire américaine ont marqué des générations de photographes et d'artistes.

Les nombreuses expositions et publications qui lui ont été consacrées ont souvent présenté son œuvre de manière chronologique et ont mis l'accent sur de grands ensembles : les photographies qu'il réalise lors de son séjour à Cuba en 1933, celles produites pour le gouvernement dans le cadre de la Farm Security Administration, son projet de documentation de la vie de famille de métayers en Alabama, ou les portfolios publiés dans le magazine Fortune. Dans la plupart de ces travaux, le photographe tend à respecter une apparente objectivité, qu'il obtient par l'utilisation de cadrages frontaux et de lumières naturelles, et en adoptant le principe de sérialité. Le choix et la perfection de ce « style » ont eu une importance fondamentale dans l'évolution de la photographie documentaire. Nombreux sont ceux — de Jeff Wall à Dan Graham — qui ont également fait vivre et développé cette tradition forgée par Evans dans le champ de l'art contemporain.
Une observation attentive de ses images, de toutes premières réalisations dans les années 1920, jusqu'à ses derniers Polaroid, révèle en effet une fascination pour les objets utilitaires, domestiques et locaux. Cet attrait pour les formes et les pratiques populaires naît très tôt chez Evans, qui commence, dès son adolescence, à collectionner les cartes postales. Plus de 10 000 pièces, qu'il a rassemblées jusqu'à la fin de sa vie, sont aujourd'hui conservées au Metropolitan Museum of Art, à New York. D'autres objets du quotidien — plaques émaillées, affichettes, publicités — produits en masses, figurent également dans sa collection personnelle.

L'attirance d'Evans pour le vernaculaire se remarque, avant tout, dans le choix des sujets : architecture victorienne, baraques de bords de routes, devantures de magasins, affiches de cinéma, pancartes, enseignes... Les visages et les corps des gens modestes, victimes de la Grande Dépression ou simples passants anonymes, peuplent également son iconographie du populaire. Ce qui constitue le « typiquement » américain, c'est aussi le revers du progrès, soit cet autre visage de la modernité. Pendant les années 1930 en particulier, la ruine et le déchet font partie intégrante du paysage américain. Evans traque toutes leurs occurrences : détritus industriels, débris d’architecture, carcasses d'automobiles, maisons en bois décrépies.
Evans ne collectionne pas uniquement les formes du vernaculaire. Il en adopte également les modes opératoires, et en particulier ceux de la photographie appliquée, tout en revendiquant une démarche créative. Posté, appareil à la main, au croisement de deux rues ou dans le métro, il réalise le portrait de plusieurs dizaines de citadins, déclenchant son obturateur avec le même automatisme qu'une cabine de Photomaton. Tel un photographe de cartes postales ou d'architecture, il établit, avec un systématisme surprenant, un répertoire d'églises, de portes, de monuments ou d'artères principales de petites villes américaines. De même, sculptures, chaises en fer forgé, ou simples outils de bricolage semblent avoir été sélectionnés pour leur qualité unique d'objet, par un Evans photographe de catalogues. La répétitivité, l'apparente objectivité et l'absence d'emphase de toutes ces images sont caractéristiques des photographies produites à la commande.

« Je m'aperçois que dans mon travail, pendant un temps, je ne m'intéresse qu'à un certain type de visage ou un certain type de personne. On commence à sélectionner les gens avec l'appareil photographique. C'est compulsif et on a du mal à s'arrêter. Je pense que tous les artistes sont des collectionneurs d'images. »

— Walker Evans, 1971.

## Chronologie

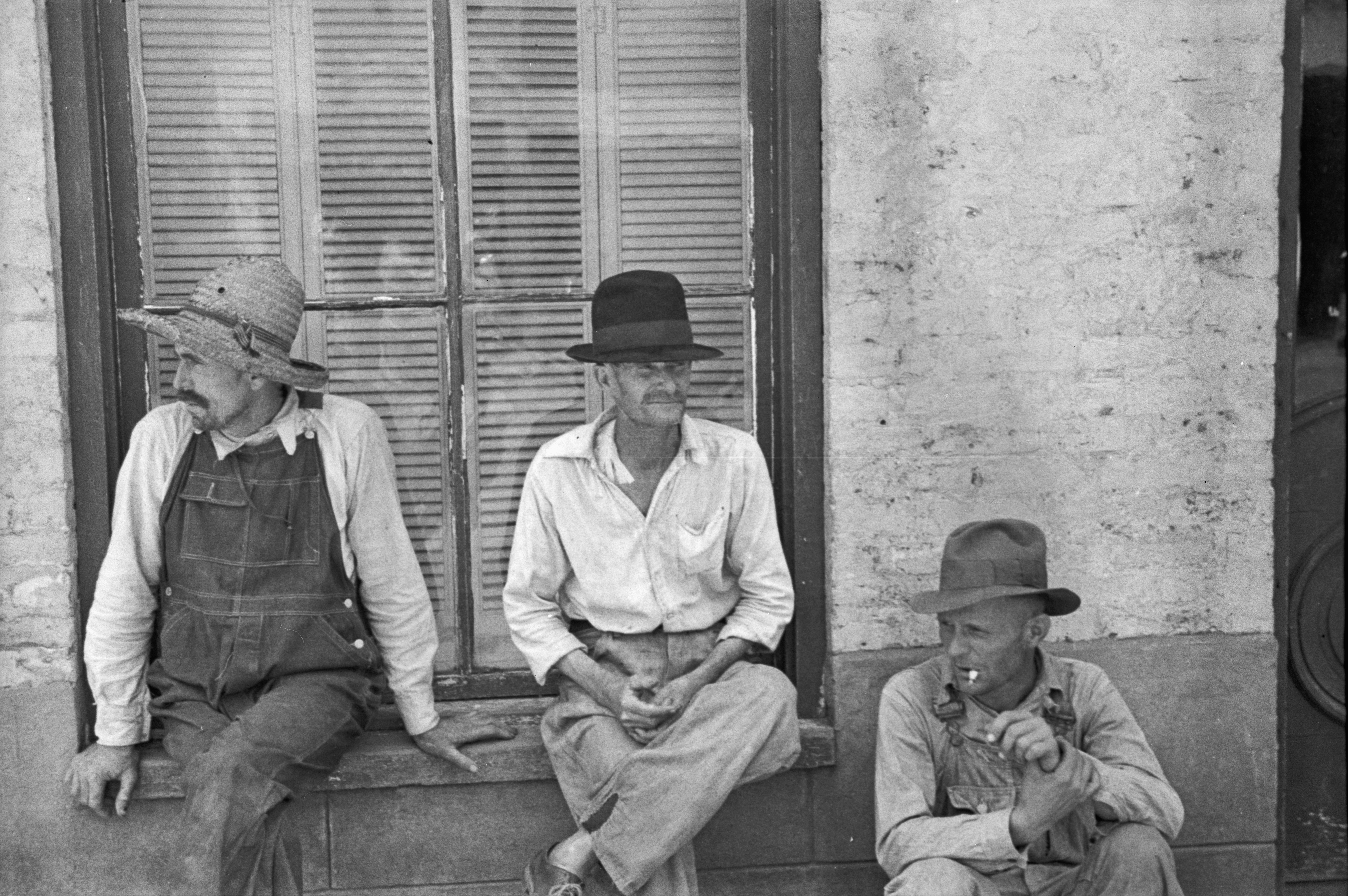
Photographie de trois métayers, Frank Tengle, Bud Fields et Floyd Burroughs en Alabama, été 1936, pour Louons maintenant les grands hommes.

Walker Evans (1903-1975)
1903-1915Evans naît le 3 novembre 1903 à Saint-Louis (Missouri).
1919-1920Evans rentre au pensionnat de Loomis, à Windsor (Connecticut). En 1920, il rejoint sa mère et sa sœur à New York.
1921-1922À L'automne 1921, il entre à la Phillips Academy d'Andover (Massachusetts). L'année suivante, il intègre le Williams College, à Williamstown (Massachusetts).
1923-1925En 1923, il retourne à New York. De mars 1924 à l'automne 1925, il est employé dans la salle des Cartes et Atlas de la New York Public Library.
1926-1927Le 6 avril 1926, il part à Paris pour treize mois. Il suit les cours à la Sorbonne et au collège de la Guilde. Il prend quelques instantanés avec un appareil petit format. Il se rend dans le Sud de la France pendant l'été 1926 et en janvier 1927, et visite l'Italie en avril.
1928En mars, il emménage avec le peintre Hanns Skolle dans un appartement de Colunbia Heights (Brooklyn).
1929Fin 1929, il se lie d'amitié avec Berenice Abbott. Il publie une traduction d'un extrait de Moravagine de Blaise Cendrars, ainsi qu'une première photographie dans l'éphémère revue d'avant-garde Alhambra. Il commence à utiliser une Chambre photographique.
1930Au début de 1930, Evans se déclare « photographe ». Il fréquente Lincoln Kirstein, alors étudiant à l'Université Harvard, et découvre l'œuvre d'Eugène Atget dans l'atelier de Berenice Abbott. En janvier, il publie dans Alhambra un compte rendu de l'essai Dancing Catalans de John Langdon-Davies (en). Trois de ses photographies illustrent The Bridge, poème de Hart Crane. D'autres publications suivent dans les revues Architectural Record (en), Hound & Horn (en) ou Creative Art. À partir de mai, il utilise l'appareil photographique à plaque (6 ½ × 8 ½ inches) de Ralph Steiner. En novembre, Kirstein inclut Evans dans l'exposition « Photography » (Harvard Society for Contemporary Art).
1931Publication dans Hound & Horn de deux photographies, puis de l'article « The Reappearance of Photography », qui témoigne de sa très bonne connaissance de la photographie moderne européenne. Au printemps-été, il accompagne Kirstein et John Brooks Wheelwright (en), historien de l'architecture, dans la région de Boston : il y photographie des bâtiments d'architecture vernaculaire victoriens.
1932Il est engagé de janvier à avril comme photographe à bord du Cressida, voilier loué par un groupe de rentiers, lors d'une croisière dans le Pacifique. Exposition « Photographs by Walker Evans and George Platt Lynes », galerie de Julien Levy, New York.
1933En mai, il se rend à La Havane afin de réaliser un portfolio pour l'ouvrage de Carleton Beals (en), The Crime of Cuba. À la fin de l'année, le Museum of Modern Art présente l'exposition « Walker Evans. Photographs of nineteenth-century houses ».
1934Il collabore pour la première fois au magazine Fortune en septembre, avec six photographies accompagnant l'article de Dwight Macdonald sur le parti communiste américain.
1935Répondant à une commande du MoMA, il photographie les sculptures d'art africain montées au musée dans le cadre de l'exposition « African Negro Art ». Il réalise 17 portfolios de 477 photographies chacun. L'exposition « Documentary and Anti-Graphic Photographs by Henri Cartier-Bresson, Walker Evans and Manuel Álvarez Bravo », galerie Julien Levy, New York. Le 16 septembre, il commence à travailler pour le département de l'information de la Resettlement Administration. Organe du ministère de l'Agriculture, la RA (puis FSA) a pour but d'aider financièrement les fermiers pendant la Grande Dépression. Evans réalise des photographies à Bethlehem (Pennsylvanie), puis se rend à La Nouvelle-Orléans, en Alabama, au Mississippi (État) et en Géorgie (États-Unis).
1936L’écrivain James Agee, à qui le magazine Fortune vient de commander un article sur les métayers du Sud, lui propose de l'accompagner. Ils passent l'été dans le Comté de Hale (Alabama), où ils partagent la vie de trois familles : les Fields, les Tingle et les Burroughs. L'article est refusé. Au cours des années suivantes, Agee travaille au manuscrit d'un ouvrage sur ce sujet, qui sera publié en 1941, avec un portfolio de 31 photographies d'Evans (Let Us Now Praise Famous Men / Louons maintenant les grands hommes), devenant un repère du journalisme social.
1937Le 30 janvier, Roy Stryker, à la tête de la FSA, envoie Evans en Arkansas et dans le Tennessee, régions sinistrées à la suite d'importantes inondations. Cette commande est le dernier travail du photographe pour la FSA ; le 23 mars, il est remercié. Beaumont Newhall inclut six photographies d'Evans dans l'exposition « Photography, 1839-1937 » (MoMA).
1938Du 28 septembre au 18 novembre, le MoMA présente « Walker Evans, American Photographs », première exposition monographique majeur consacrée par ce musée à un photographe. Pendant l'hiver, il prend des photographies dans le Métro de New York. Il poursuivra ce projet durant l'hiver 1940-1941. Dans les années 1950 et 1960, il retravaillera ces négatifs et réalisera différents tirages, en variant les cadrages.
1940Il obtient une bourse de la Fondation John-Simon-Guggenheim.
1941Publication de Let Us Now Praise Famous Men / Louons maintenant les grands hommes - (Boston, Houghton Mifflin Harcourt).
1943Il collabore jusqu'en 1945 au Time (magazine), dans lequel il publie des comptes rendus de films, de livres et d'expositions.
1945Il devient le premier photographe salarié à temps plein du Fortune (magazine).
1947Rétrospective à l'Institut d'art de Chicago.
1948En mai, il publie dans Fortune, « Main Street Looking North from Courthouse Square ». Ce portfolio est constitué de reproductions en couleur de cartes postales de sa collection et d'un texte, le premier qu'il signe dans ce magazine.
1952Il écrit un compte rendu de l'édition américaine d' Images à la sauvette [The Decisive Moment] de Henri Cartier-Bresson, publié en octobre par le The New York Times Book Review.
1956La Cambridge Review Cambridge (Massachusetts) publie en mars les photographies inédites d'Evans prises dans le métro de New York, avec un texte de James Agee, daté d'octobre 1940. En 1959, il reçoit une seconde bourse de la Fondation John-Simon-Guggenheim.
1960Réédition augmentée de Let Us Now Praise Famous Men / Louons maintenant les grands hommes par 62 photographies.
1962Réédition d' American Photographs (1938) et exposition au MoMA de New York.
1965Il quitte Fortune, et commence à enseigner la photographie à la School of Art and Architecture de l'Université Yale. Yale University Art Gallery.
1966Exposition des photographies du métro de New York, organisée au MoMA. L'éditeur Houghton Mifflin Harcourt à Boston en publie quatre-vingt-neuf sous le titre Many Are Called. Parution de Message from the Interior aux éditions Eakins Press (en), avec un essai de John Szarkowski.
1971Rétrospective « Walker Evans » organisée par John Szarkowski, au MoMA. La Yale University Art Gallery présente de décembre 1971 à janvier 1972 l'exposition « Walker Evans : Forty Years », conçue par le photographe qui inclut des objets de sa collection.
1972À l'automne, Evans est artiste résident au Dartmouth College de Hanover (New Hampshire).
1973Il commence à se servir d'appareil petit format Polaroid SX-70. Ces « Polaroids », qui comprennent beaucoup de portraits d'intimes, seront son dernier travail.
1975Décès le 10 avril à New Haven. 

— La vie en face, ou la photographie comme exigence du réel.

## Collections et expositions

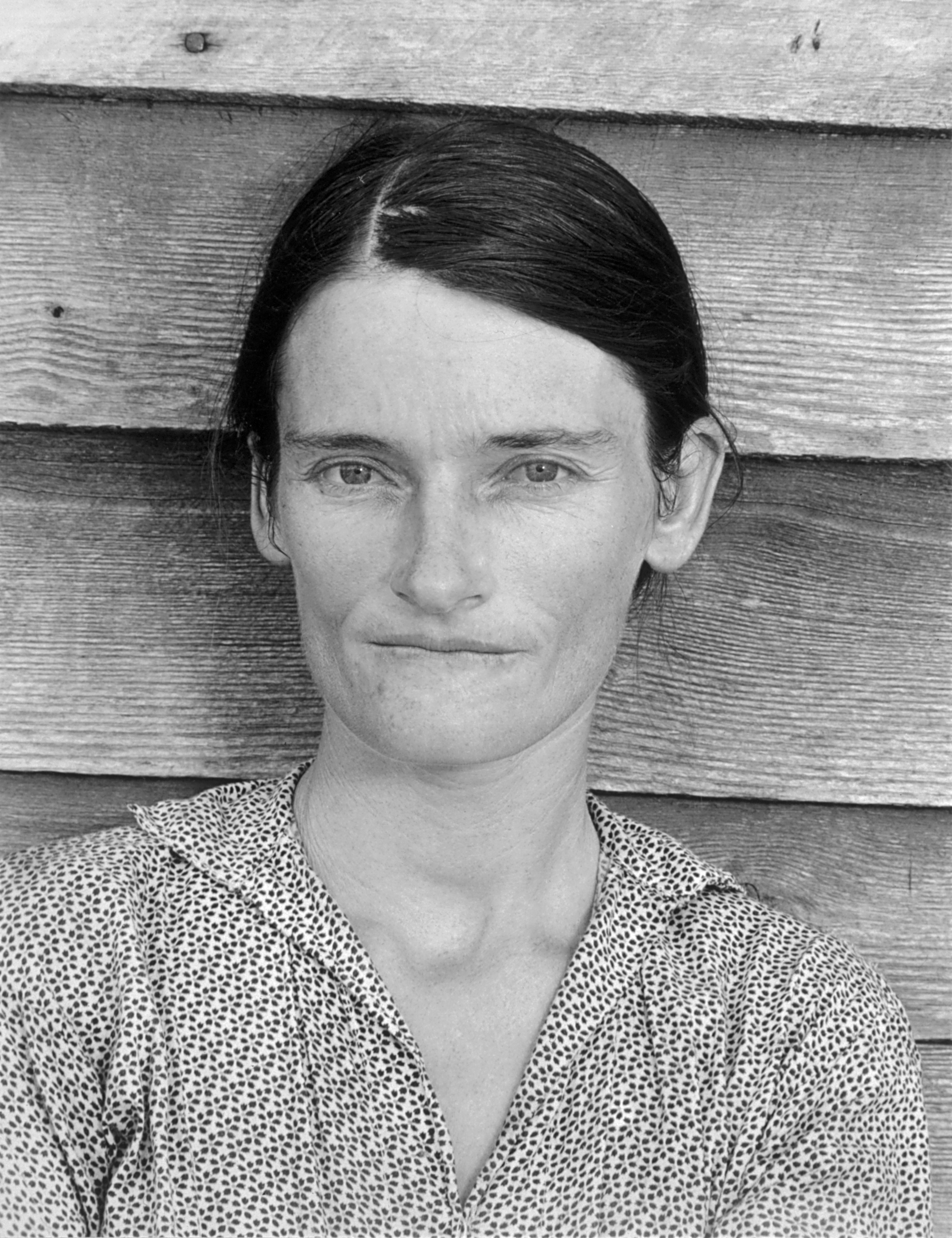
Portrait par Walker Evans, Allie Mae Burroughs (1935/1936) pour Louons maintenant les grands hommes. Bibliothèque du Congrès.

### Collections (sélection)
- Capezio Signs and Shoes, non datée, 28 x 35,5 cm, musée d'art de Toulon

### Expositions de son vivant
- 1938 : Museum of Modern Art, New York
- 1930-1931 : Philadelphie
- 1931 : Photos d'art et d'industrie, New York
- 1932 : Brooklyn Museum
- 1933 : Museum of Modern Art, New York
- 1936 : College art association, New York
- 1937 : Philadelphie
- 1971 : Museum of Modern Art, New York

#### Expositions posthumes
- 1999 : Walker Evans - Simple Secrets - Collection de Marian et Benjamin A. Hill, Rencontres d'Arles.
- 2000 : Metropolitan Museum of Art (MoMA), New York
- 2006 : Hayward Gallery, Londres (exposition itinérante)
- 2007 : Les photographies de 1935 sur l'art africain en regard des objets leur correspondant, Musée du quai Branly, Paris.
- 2008 : Walker Evans - Henri Cartier-Bresson. Photographier l'Amérique (1929-1947), Fondation Henri Cartier-Bresson, Paris.
- 2012 : Sune Jonsson / Walker Evans — Deux maîtres de la photographie sociale : regards croisés Suède / USA, Musée des beaux-arts, Caen.
- 26 avril - 14 août 2017 : Walker Evans. Rétrospective, Centre national d'art et de culture Georges-Pompidou, Paris[26]

puis 23 septembre 2017 - 4 février 2018 : San Francisco Museum of Modern Art (SFMOMA)

### Filmographie
- INA: Gilles Mora, historien de l'art, revient sur l'œuvre du photographe américain Walker Evans., consulté le 23 mai 2017.
- Walker Evans. Exposition, Centre Pompidou - YouTube , consulté le 22 mai 2017.
- Walker Evans: American Photographs - YouTube .
- American Photographs by Walker Evans on Vimeo .